# 남아프리카 공화국의 재외공관 목록

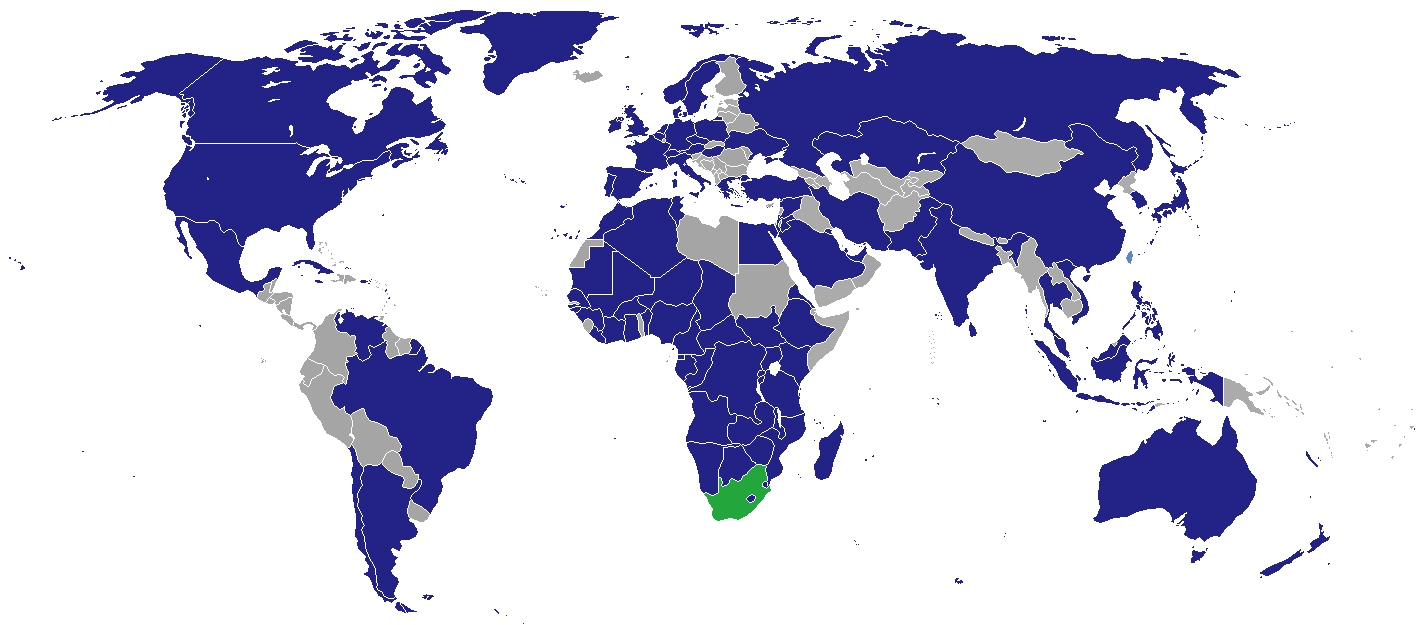
남아프리카 공화국의 재외공관

남아프리카 공화국의 재외공관 목록은 남아프리카 공화국 주재 대사관과 고등판무관 사무소를 각국에 상주시켜 놓는 것을 의미하며 남아프리카 공화국의 재외공관을 나열한 목록이다.

## 아프리카
- 알제리 : 알제 (대사관)

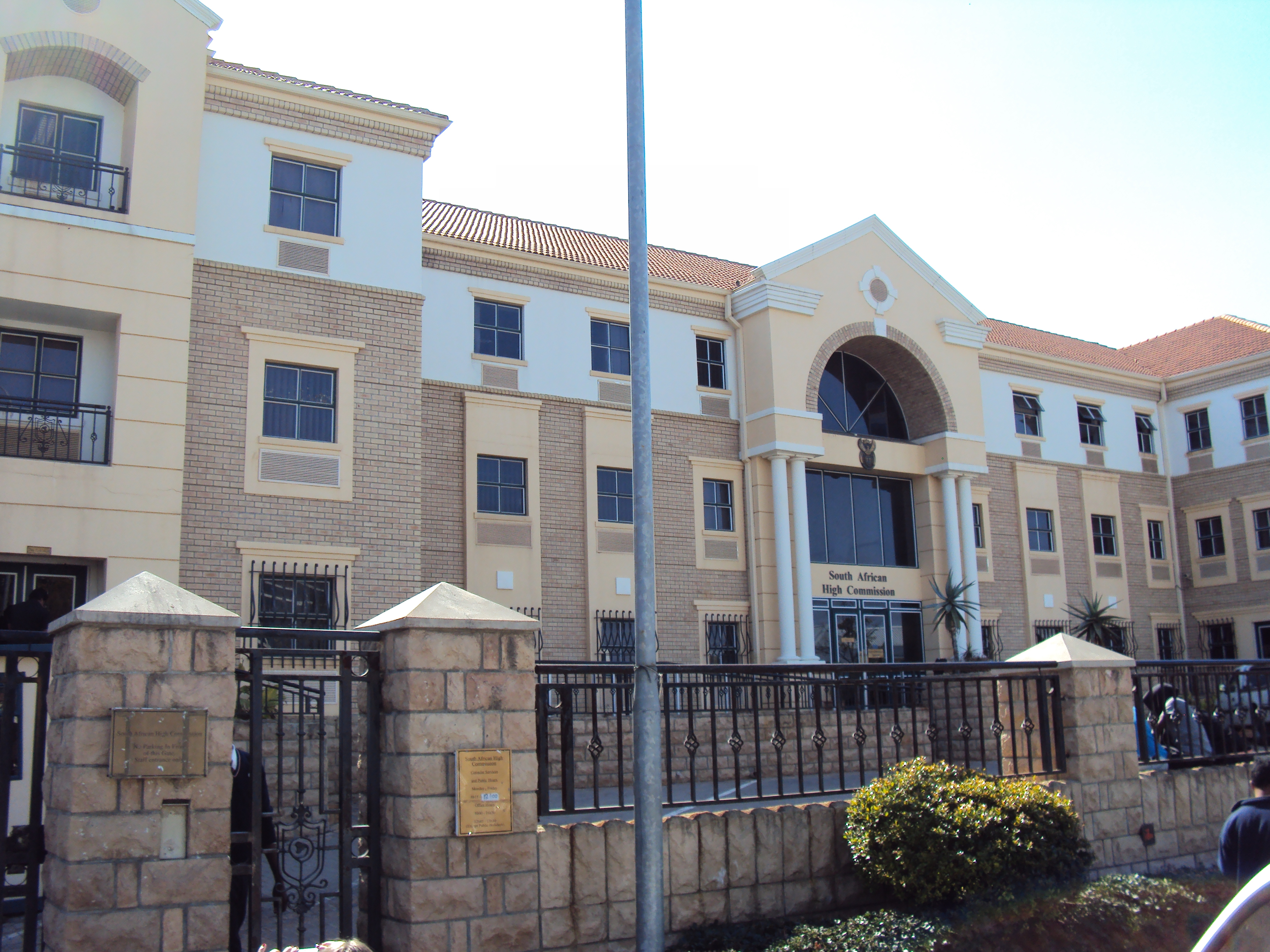
가보로네 주재 남아프리카 공화국 고등판무관 사무소

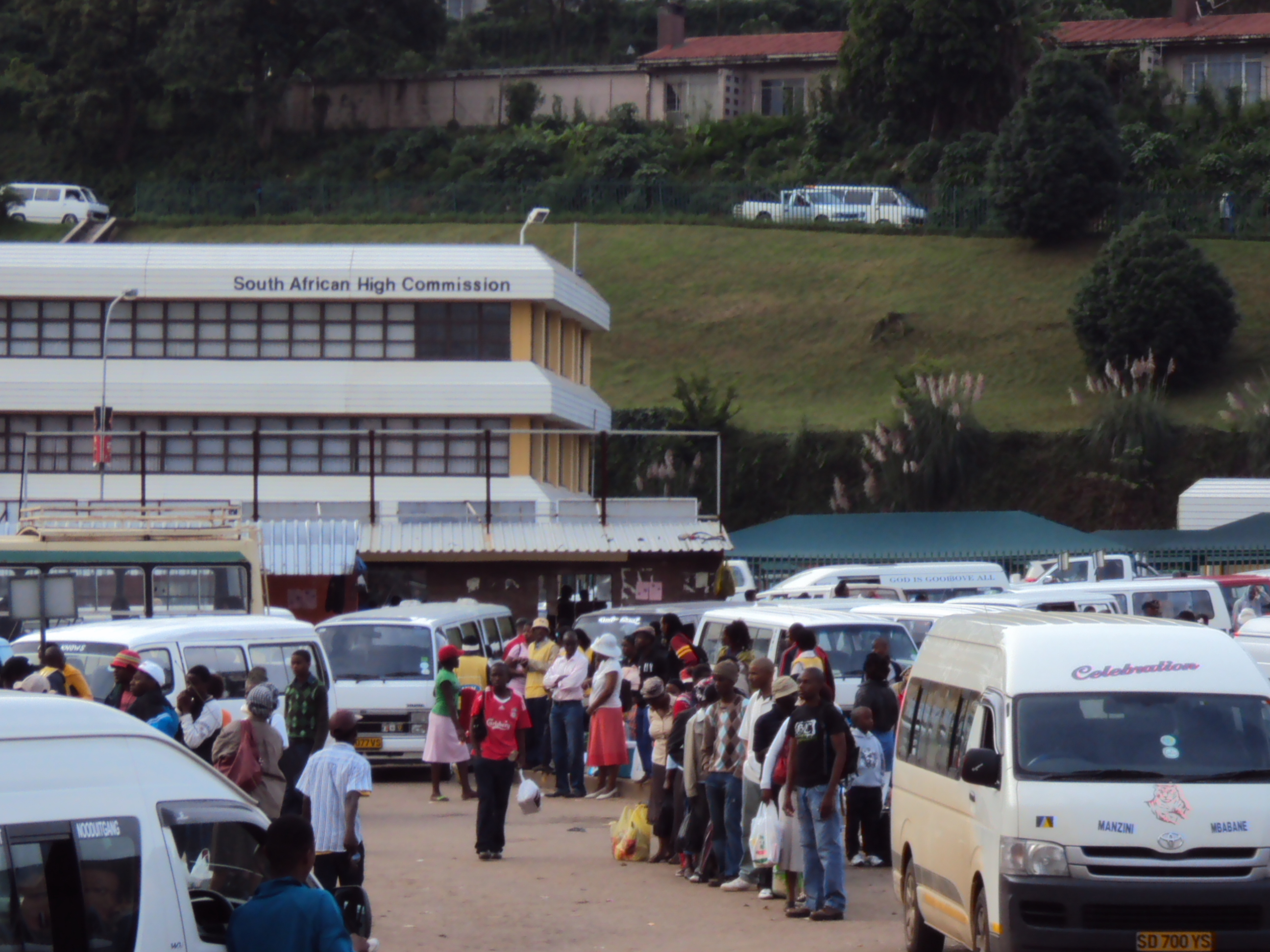
음바바네 주재 남아프리카 공화국 고등판무관 사무소

- 앙골라 : 루안다 (대사관)
- 베냉 : 코토누 (대사관)
- 보츠와나 : 가보로네 (고등판무관 사무소)
- 부르키나파소 : 와가두구 (대사관)
- 부룬디 : 부줌부라 (대사관)
- 카메룬 : 야운데 (고등판무관 사무소)
- 차드 : 은자메나 (대사관)
- 코모로 : 모로니 (대사관)
- 콩고 공화국 : 브라자빌 (대사관)
- 코트디부아르 : 아비장 (대사관)
- 콩고 민주 공화국 : 킨샤사 (대사관), 루붐바시 (총영사관)
- 이집트 : 카이로 (대사관)
- 적도 기니 : 말라보 (대사관)
- 에리트레아 : 아스마라 (대사관)
- 에티오피아 : 아디스아바바 (대사관)
- 가봉 : 리브르빌 (대사관)
- 가나 : 아크라 (고등판무관 사무소)
- 기니 : 코나크리 (대사관)
- 기니비사우 : 비사우 (대사관)
- 케냐 : 나이로비 (고등판무관 사무소)
- 레소토 : 마세루 (고등판무관 사무소)
- 라이베리아 : 몬로비아 (대사관)
- 리비아 : 트리폴리 (대사관)
- 마다가스카르 : 안타나나리보 (대사관)
- 말라위 : 릴롱궤 (대사관)
- 말리 : 바마코 (대사관)
- 모리타니 : 누악쇼트 (대사관)
- 모리셔스 : 포트루이스 (고등판무관 사무소)
- 모로코 : 라바트 (대사관)
- 모잠비크 : 마푸투 (고등판무관 사무소)
- 나미비아 : 빈트후크 (고등판무관 사무소)
- 니제르 : 니아메 (대사관)
- 나이지리아 : 아부자 (고등판무관 사무소), 라고스 (부고등판무관 사무소)
- 르완다 : 키갈리 (고등판무관 사무소)
- 상투메 프린시페 : 상투메 (대사관)
- 세네갈 : 다카르 (대사관)
- 남수단 : 주바 (대사관)
- 수단 : 하르툼 (대사관)
- 에스와티니 : 음바바네 (고등판무관 사무소)
- 탄자니아 : 다르에스살람 (고등판무관 사무소)
- 튀니지 : 튀니스 (대사관)
- 우간다 : 캄팔라 (고등판무관 사무소)
- 잠비아 : 루사카 (고등판무관 사무소)
- 짐바브웨 : 하라레 (대사관)

## 아메리카

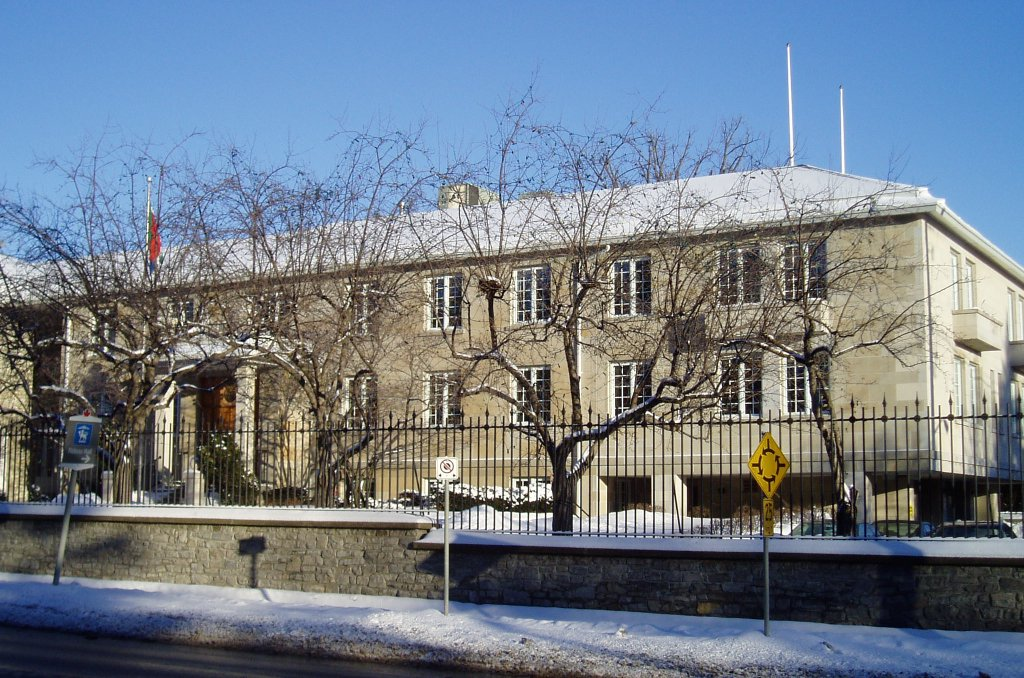
오타와 주재 남아프리카 공화국 고등판무관 사무소

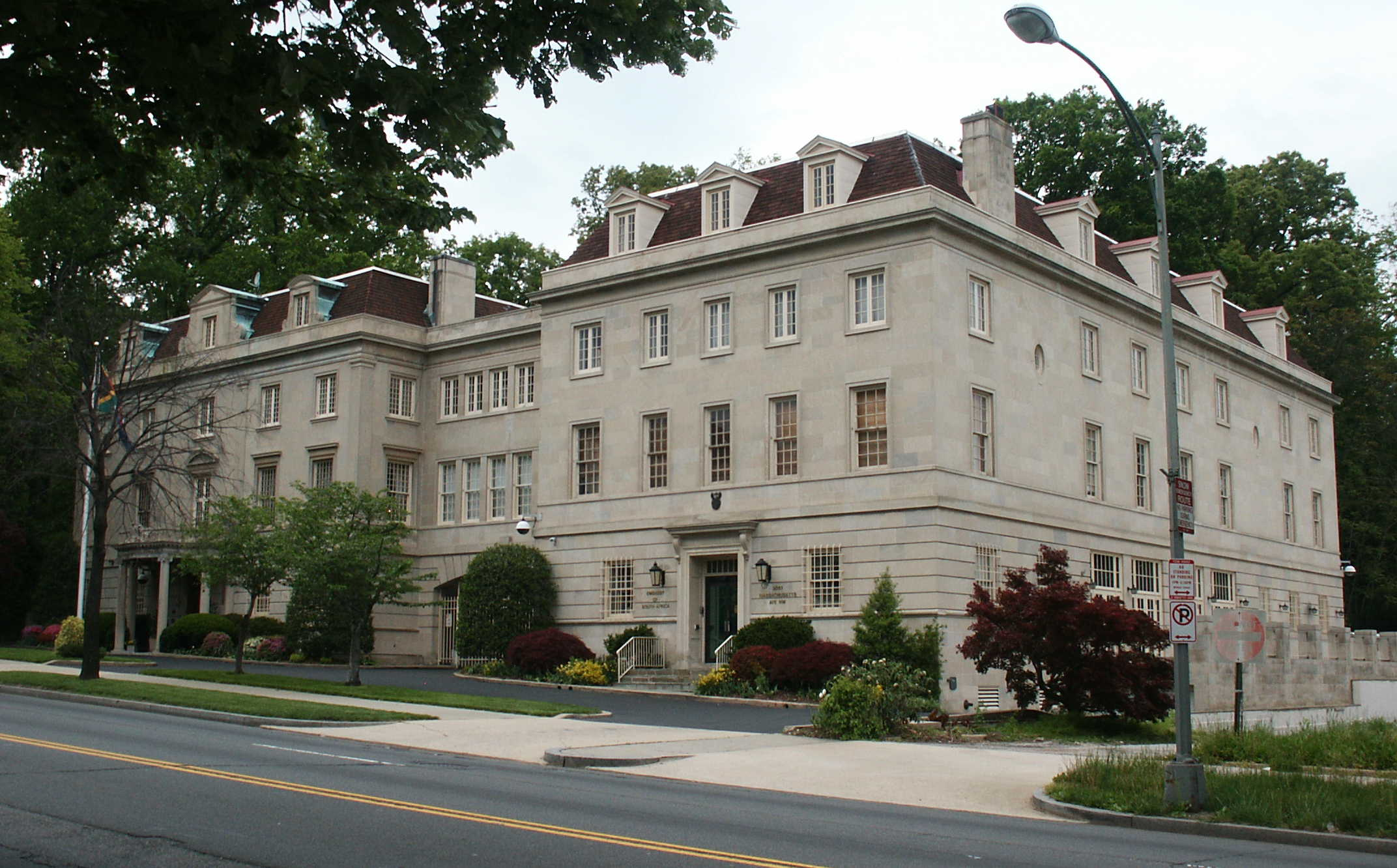
워싱턴 D.C. 주재 남아프리카 공화국 대사관

- 아르헨티나 : 부에노스아이레스 (대사관)
- 브라질 : 브라질리아 (대사관), 상파울루 (총영사관)
- 캐나다 : 오타와 (고등판무관 사무소), 토론토 (총영사관)
- 칠레 : 산티아고 (대사관)
- 쿠바 : 아바나 (대사관)
- 자메이카 : 킹스턴 (고등판무관 사무소)
- 멕시코 : 멕시코시티 (대사관)
- 페루 : 리마 (대사관)
- 트리니다드 토바고 : 포트오브스페인 (고등판무관 사무소)
- 미국 : 워싱턴 D.C. (대사관), 시카고 (총영사관), 로스앤젤레스 (총영사관), 뉴욕 (총영사관)
- 우루과이 : 몬테비데오 (대사관)
- 베네수엘라 : 카라카스 (대사관)

## 아시아

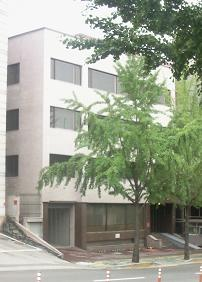
서울 주재 남아프리카 공화국 대사관

- 중화인민공화국 : 베이징시 (대사관), 홍콩 (총영사관), 상하이시 (총영사관)
- 인도 : 뉴델리 (고등판무관 사무소), 뭄바이 (총영사관)
- 인도네시아 : 자카르타 (대사관)
- 이란 : 테헤란 (대사관)
- 이스라엘 : 텔아비브 (대사관)
- 일본 : 도쿄도 (대사관)
- 요르단 : 암만 (대사관)
- 카자흐스탄 : 아스타나 (대사관)
- 대한민국 : 서울특별시 (대사관)
- 쿠웨이트 : 쿠웨이트시티 (대사관)
- 말레이시아 : 쿠알라룸푸르 (고등판무관 사무소)
- 오만 : 무스카트 (대사관)
- 파키스탄 : 이슬라마바드 (고등판무관 사무소)
- 팔레스타인 : 라말라 (대표부 사무소), 가자 (대표부 사무소)
- 필리핀 : 마닐라 (대사관)
- 카타르 : 도하 (대사관)
- 사우디아라비아 : 리야드 (대사관), 지다 (총영사관)
- 싱가포르 : 싱가포르 (고등판무관 사무소)
- 스리랑카 : 콜롬보 (고등판무관 사무소)
- 시리아 : 다마스쿠스 (대사관)
- 중화민국 : 타이베이시 (연락 사무소)
- 태국 : 방콕 (대사관)
- 튀르키예 : 앙카라 (대사관)
- 아랍에미리트 : 아부다비 (대사관), 두바이 (총영사관)
- 베트남 : 하노이 (대사관)

## 유럽
- 오스트리아 : 빈 (대사관)

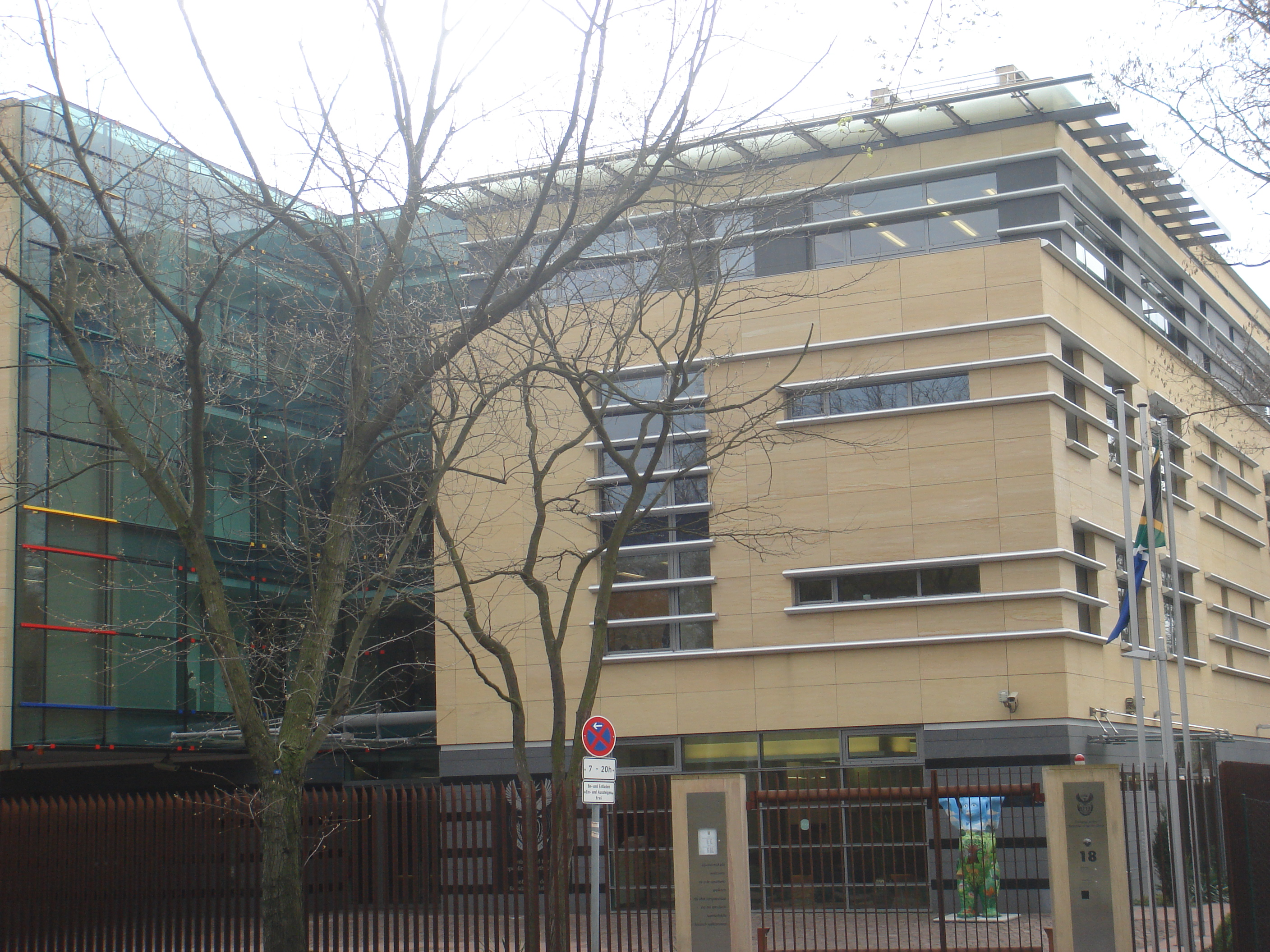
베를린 주재 남아프리카 공화국 대사관

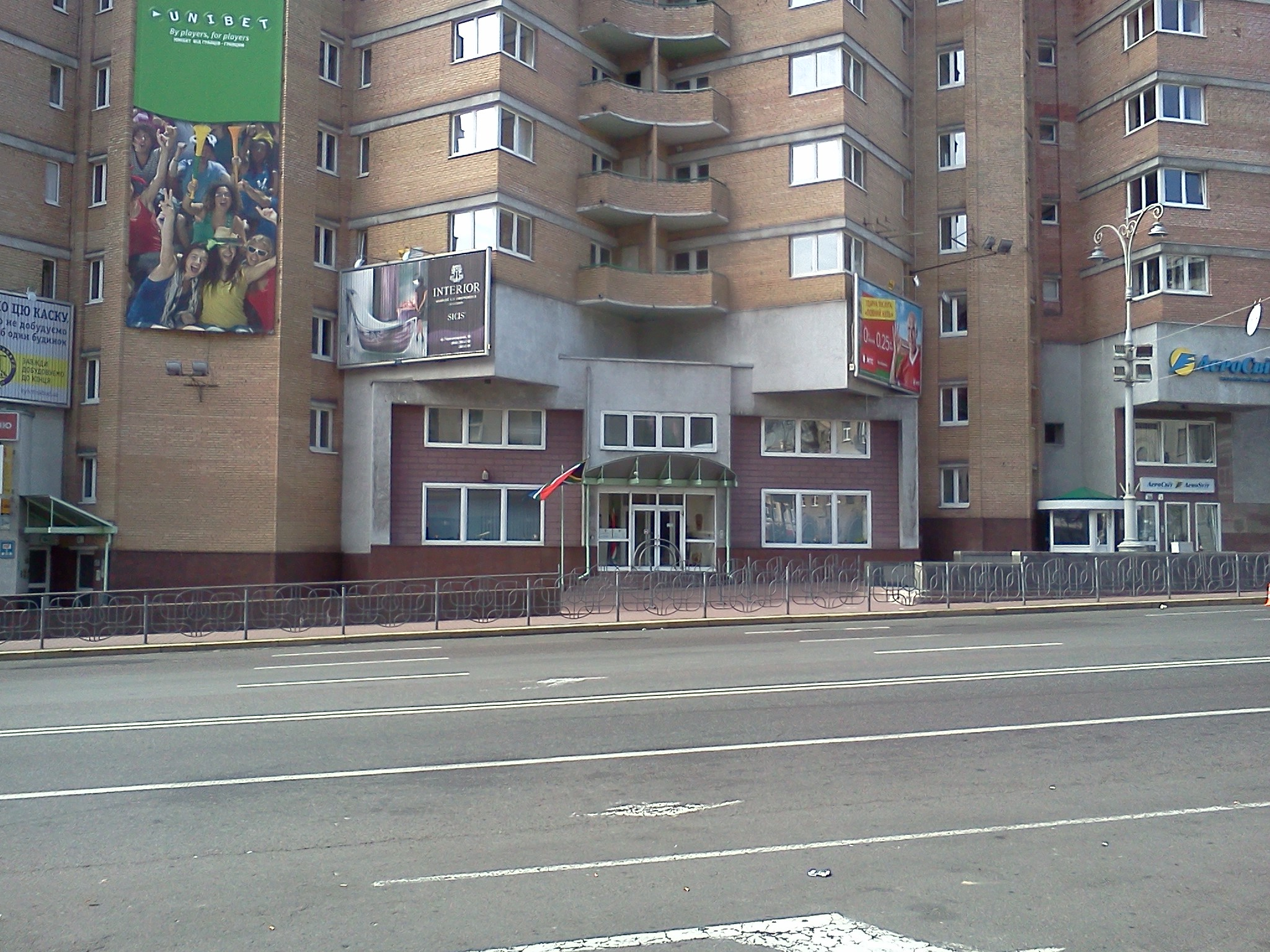
키예프 주재 남아프리카 공화국 대사관

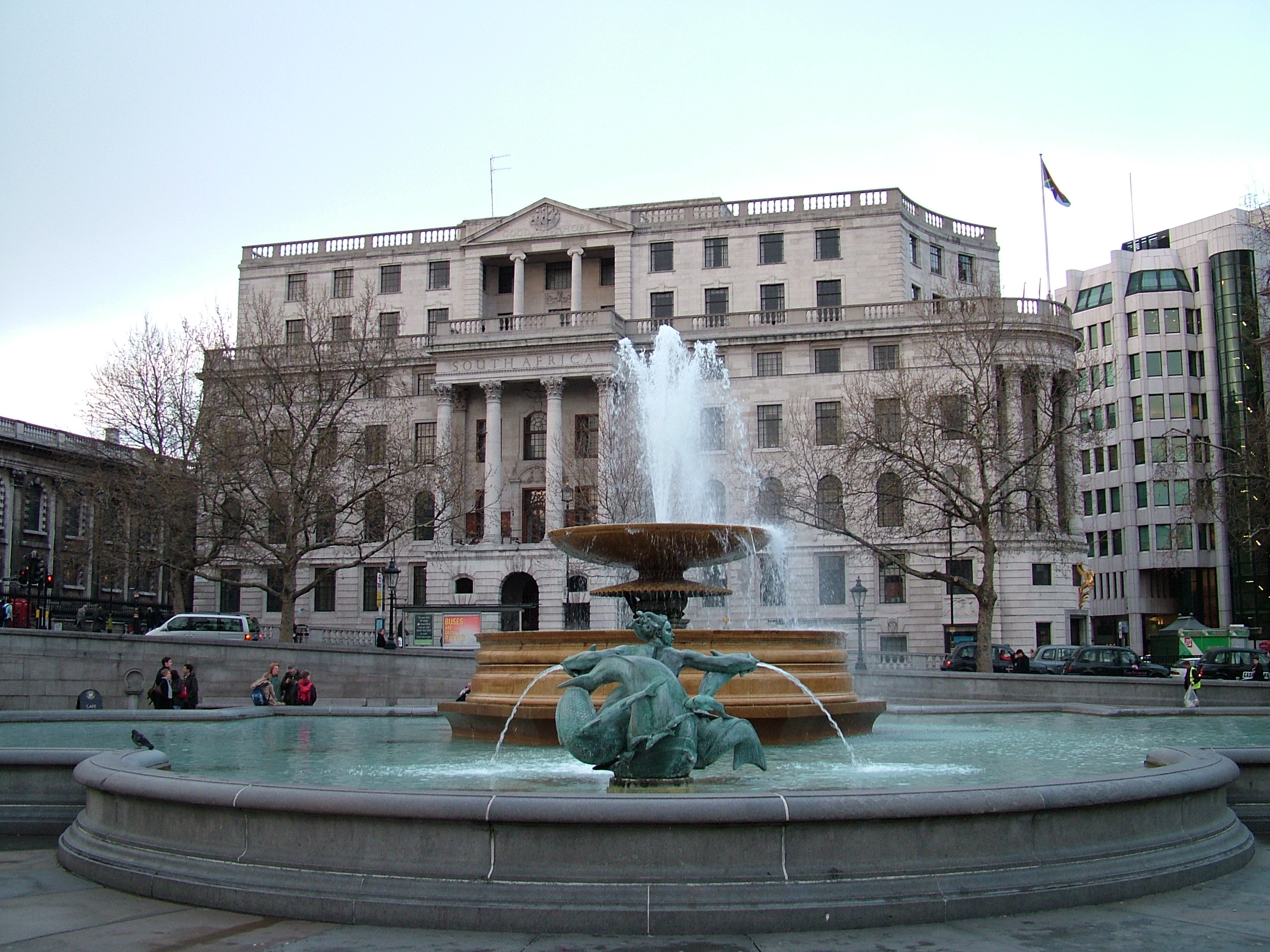
런던 주재 남아프리카 공화국 고등판무관 사무소

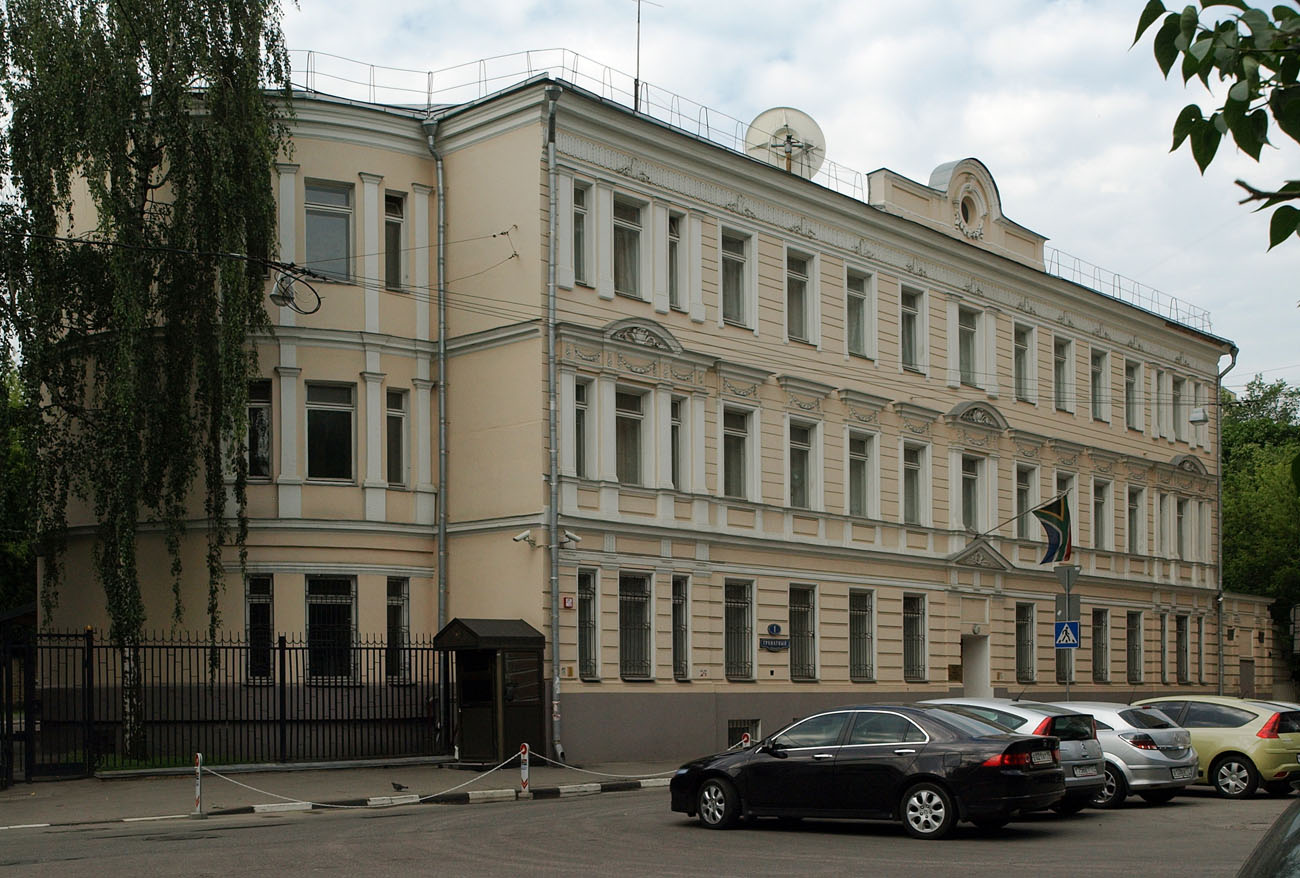
모스크바 주재 남아프리카 공화국 대사관

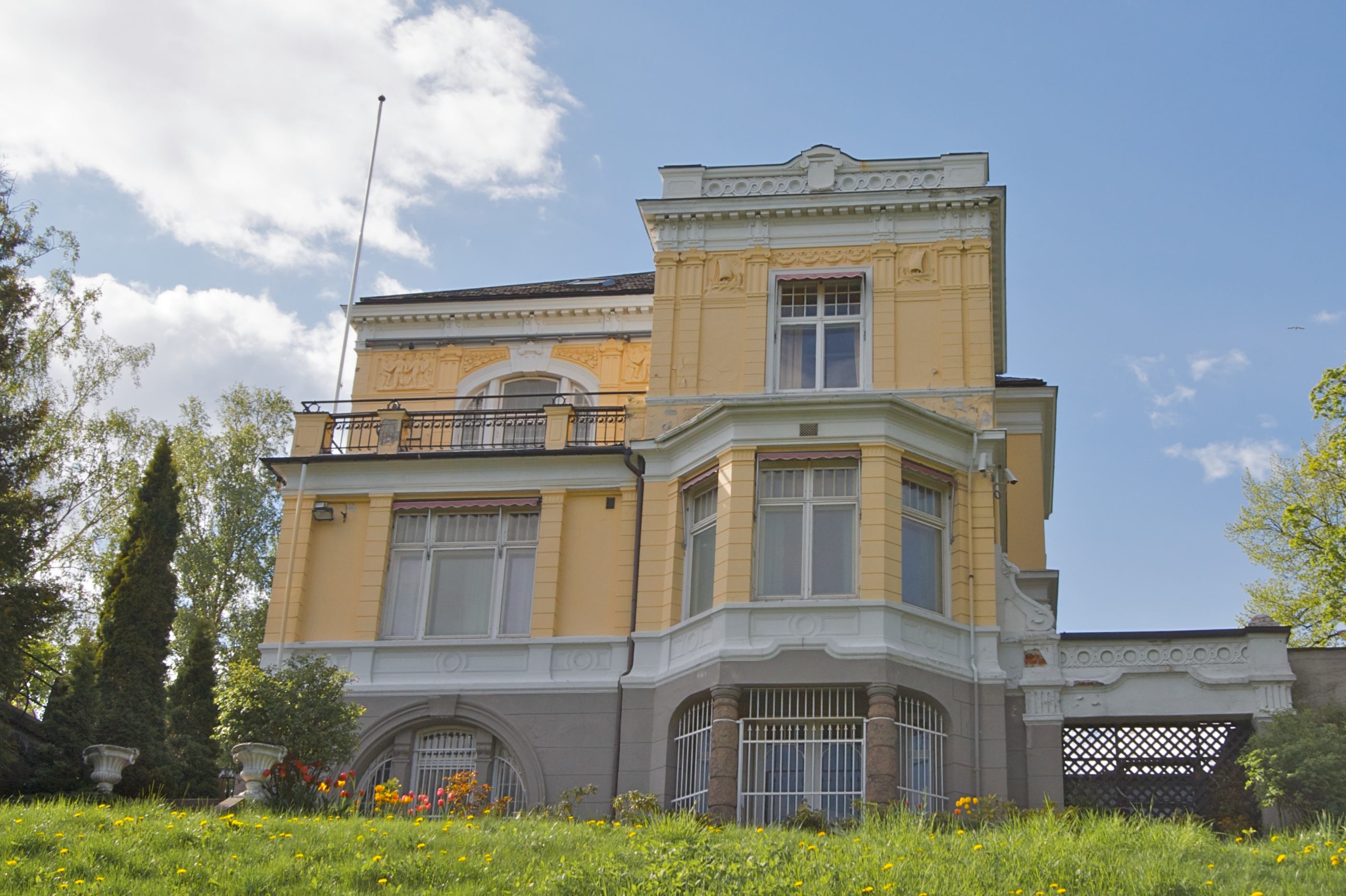
오슬로 주재 남아프리카 공화국 대사관

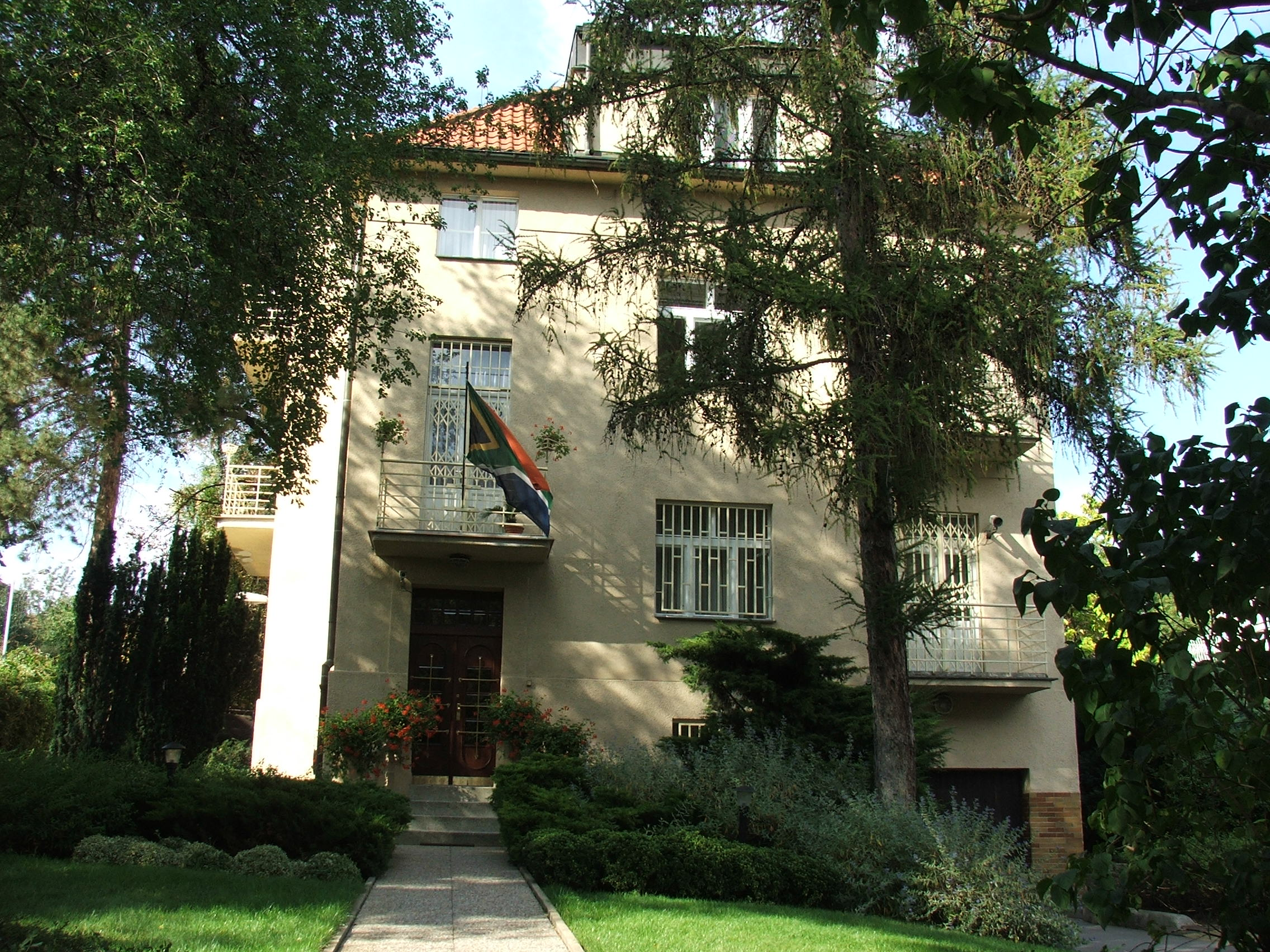
프라하 주재 남아프리카 공화국 대사관

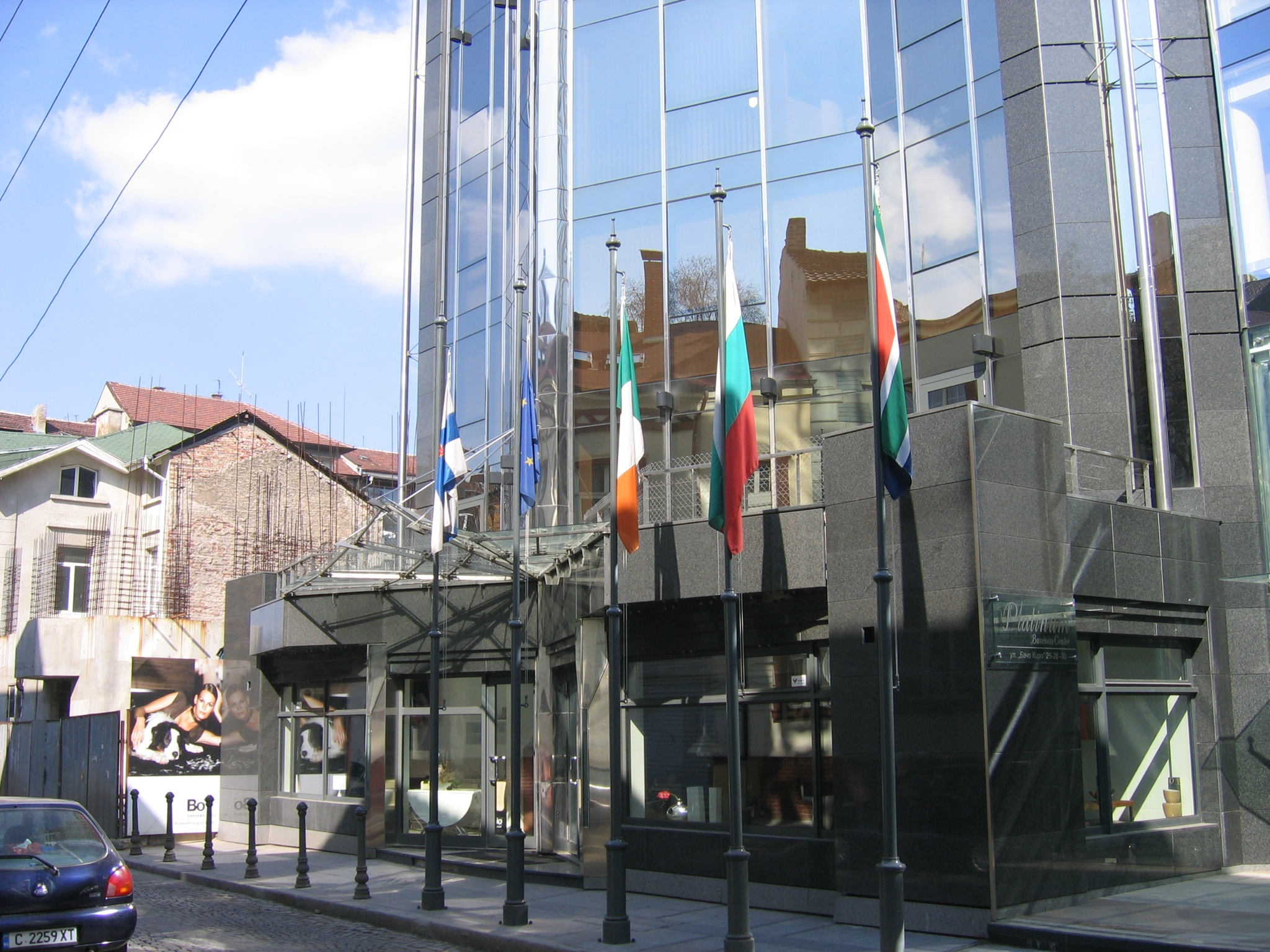
소피아 주재 남아프리카 공화국 대사관

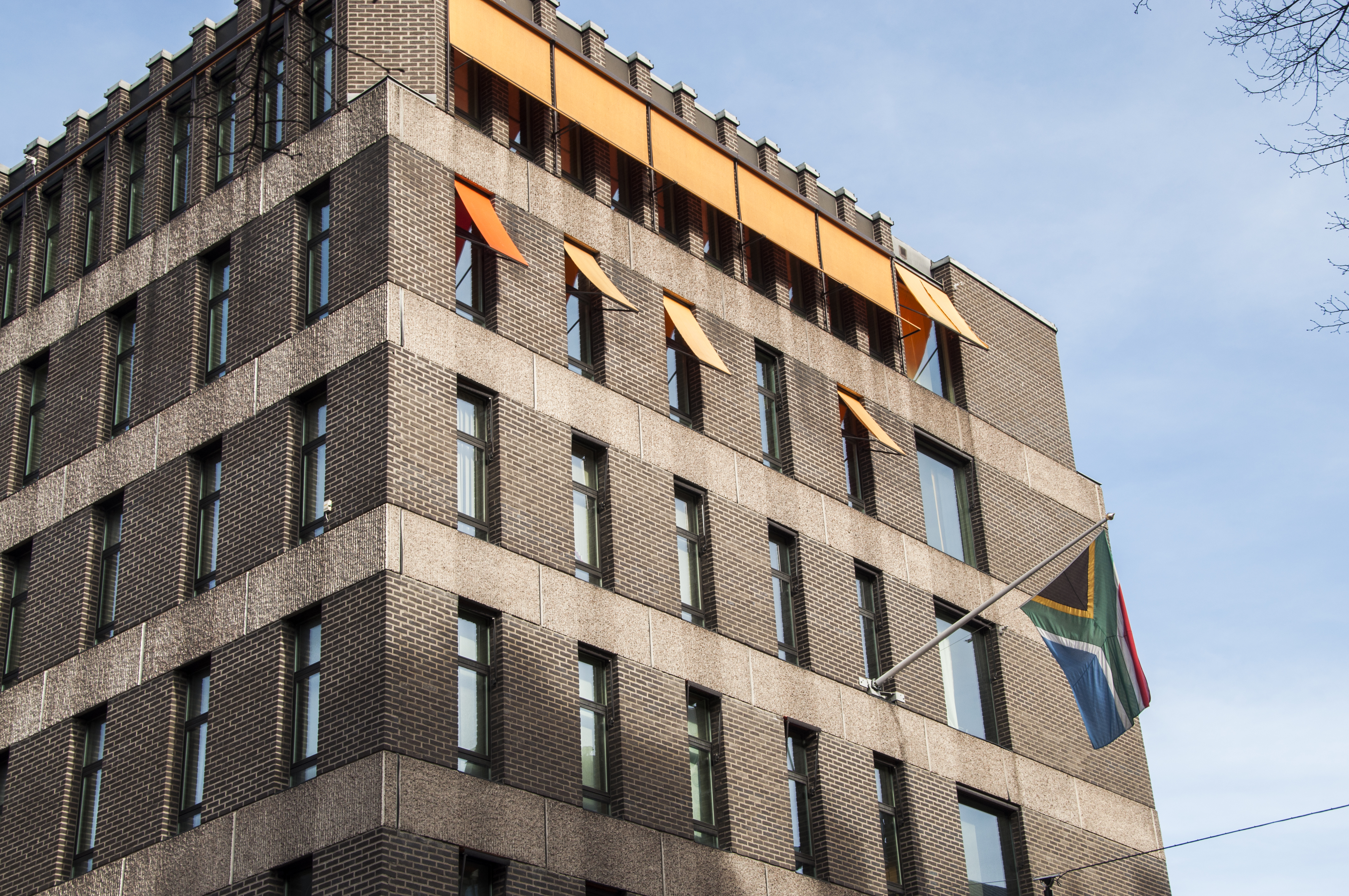
스톡홀름 주재 남아프리카 공화국 대사관

- 벨라루스 : 민스크 (대사관)
- 벨기에 : 브뤼셀 (대사관)
- 불가리아 : 소피아 (대사관)
- 체코 : 프라하 (대사관)
- 덴마크 : 코펜하겐 (대사관)
- 핀란드 : 헬싱키 (대사관)
- 프랑스 : 파리 (대사관)
- 독일 : 베를린 (대사관), 뮌헨 (총영사관)
- 그리스 : 아테네 (대사관)
- 헝가리 : 부다페스트 (대사관)
- 아일랜드 : 더블린 (대사관)
- 이탈리아 : 로마 (대사관), 밀라노 (총영사관)
- 네덜란드 : 헤이그 (대사관)
- 노르웨이 : 오슬로 (대사관)
- 폴란드 : 바르샤바 (대사관)
- 포르투갈 : 리스본 (대사관)
- 루마니아 : 부쿠레슈티 (대사관)
- 러시아 : 모스크바 (대사관)
- 스페인 : 마드리드 (대사관)
- 스웨덴 : 스톡홀름 (대사관)
- 스위스 : 베른 (대사관)
- 우크라이나 : 키예프 (대사관)
- 영국 : 런던 (고등판무관 사무소)

## 오세아니아

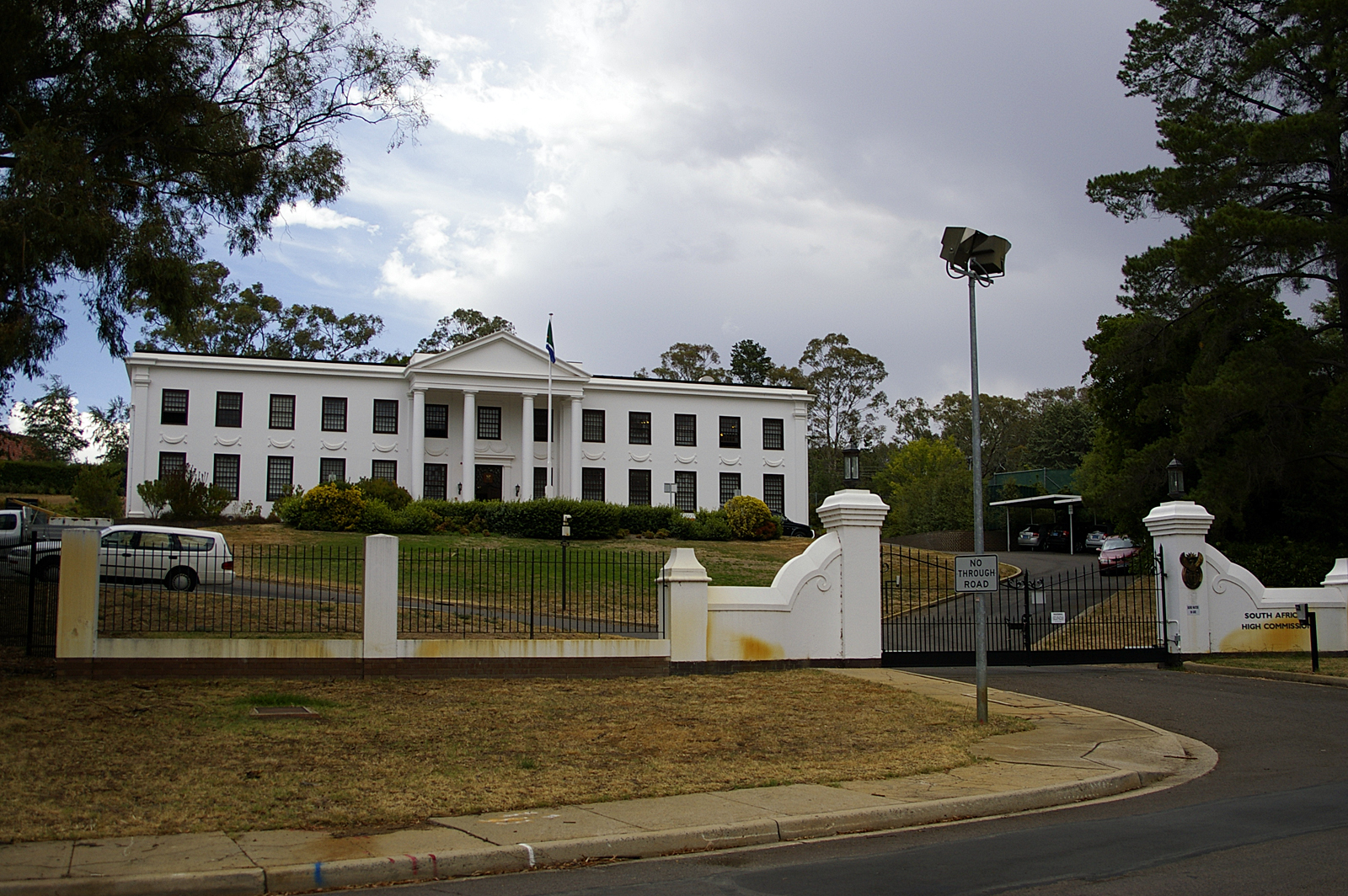
캔버라 주재 남아프리카 공화국 고등판무관 사무소

- 오스트레일리아 : 캔버라 (고등판무관 사무소)
- 피지 : 수바 (고등판무관 사무소)
- 뉴질랜드 : 웰링턴 (고등판무관 사무소)

## 대표부
- EU 남아프리카 공화국 정부 대표부 : 브뤼셀
- UN 남아프리카 공화국 정부 대표부 : 뉴욕, 빈, 제네바, 나이로비
- UNESCO 남아프리카 공화국 정부 대표부 : 파리
- 아프리카 연합 남아프리카 공화국 정부 대표부 : 아디스아바바